# Charles Demuth
Pour les articles homonymes, voir Demuth.
Charles Demuth (Lancaster (Pennsylvanie) le 8 novembre 1883 - id., le 23 octobre 1935) est un peintre et photographe américain.
Avec Charles Sheeler, il est le principal représentant du mouvement précisionniste (ou cubo-réalisme). Il s'intéresse essentiellement à la représentation cubiste de sujets urbains et industriels. Son style est caractérisé par des formes simplifiées et écrasées, traversées par des lignes de force qui rythment la composition.

## Biographie

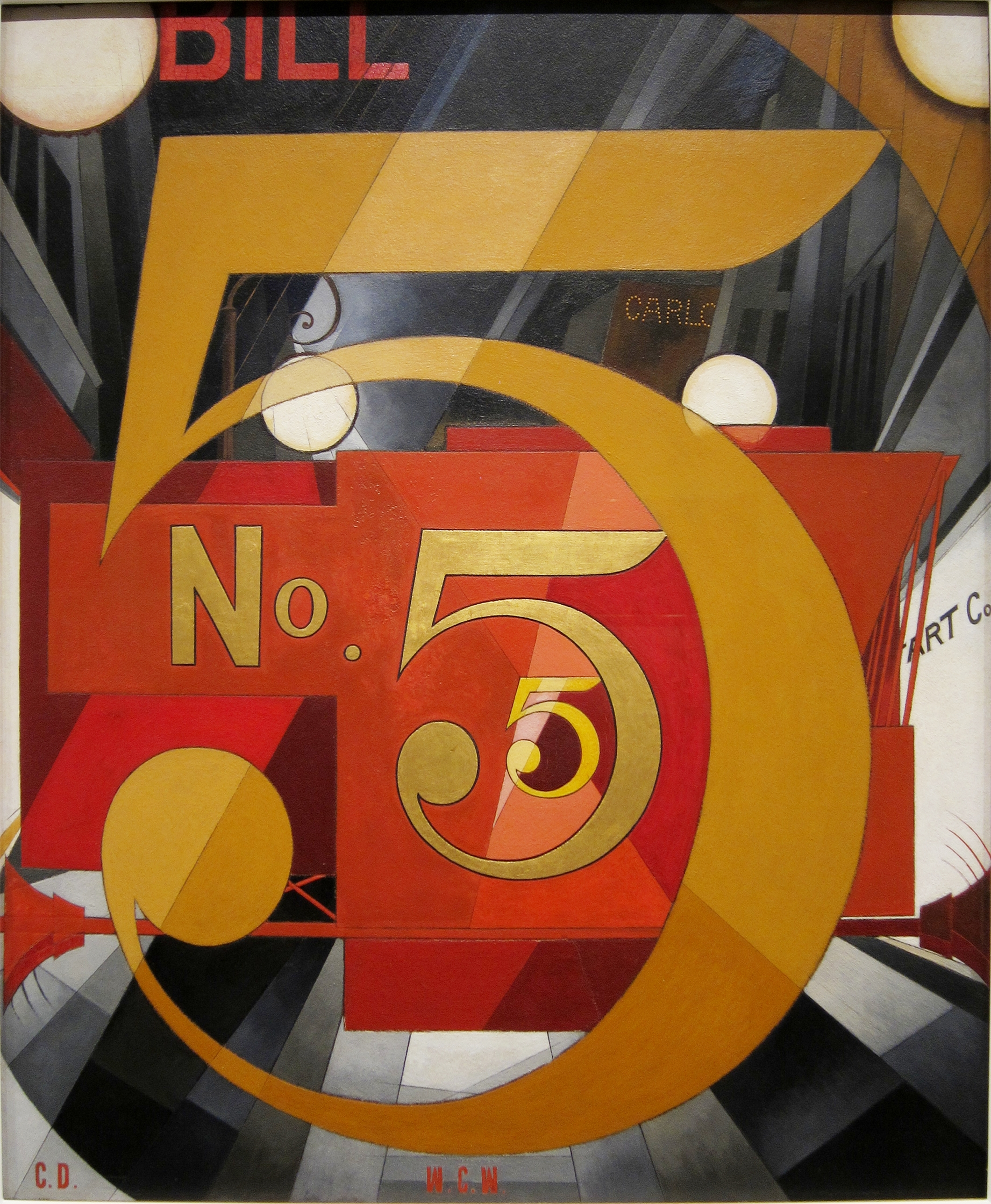
The Figure 5 in gold (1928).

Charles Demuth a longtemps vécu avec sa mère à Lancaster, en Pennsylvanie, dans la maison qui est aujourd'hui le Demuth Museum. 
Diplômé de la Franklin & Marshall Academy en 1901, il étudie ensuite à l'université Drexel en 1903 et 1904 puis à la Pennsylvania Academy of the Fine Arts de Philadelphie dont il est diplômé en 1910. Il y est l'élève de William Merritt Chase et y rencontre William Carlos Williams avec qui il restera ami toute sa vie.
Entre 1907 et 1913, il effectue plusieurs séjours à Paris où il étudie à l'Académie Colarossi et à l'Académie Julian. Il y découvre le cubisme et y rencontre Marsden Hartley qui l'introduira auprès d'Alfred Stieglitz. En 1912, il rencontre Robert Locher, lui aussi de Lancaster, avec qui il reste jusqu'à la fin de sa vie, en couple homosexuel.
Vers 1915, il rejoint le groupe avant-gardiste d'Alfred Stieglitz et expose dans sa galerie, le 291. Il réalise de nombreuses illustrations de livres puis se tourne vers l'aquarelle. Dans les années 1920, sa série de portraits, collages d'objets, de lettres et de chiffres, annonce les réalisations à venir du pop art.
Dès les années 1910, une partie significative de son œuvre, en particulier des aquarelles, a pour sujet des scènes homosexuelles ou homo-érotiques explicites (Three Sailors on the Beach, Eight O'Clock, Turkish Bath, etc.). Rétrospectivement, cette précocité dans le domaine de l'art dans ses rapports avec l'homosexualité a suscité de nombreuses études et expositions. 
De santé fragile, Charles Demuth boite depuis l'âge de cinq ans et se déplace avec une canne. Il meurt de complications diabétiques à 51 ans.

## Galerie

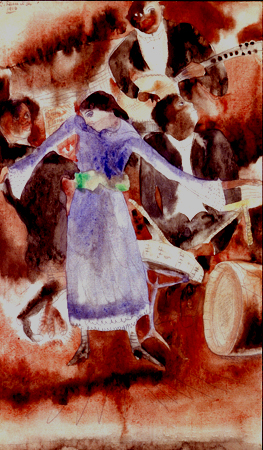
The Jazz Singer (1916)
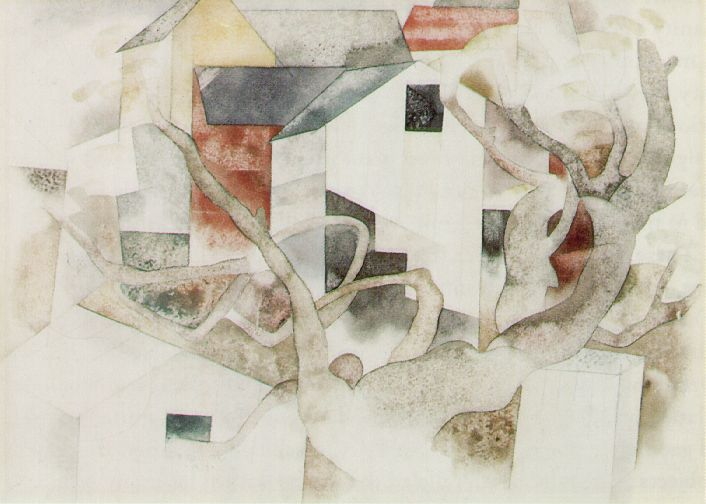
Trees and Barns Bermuda (1917)
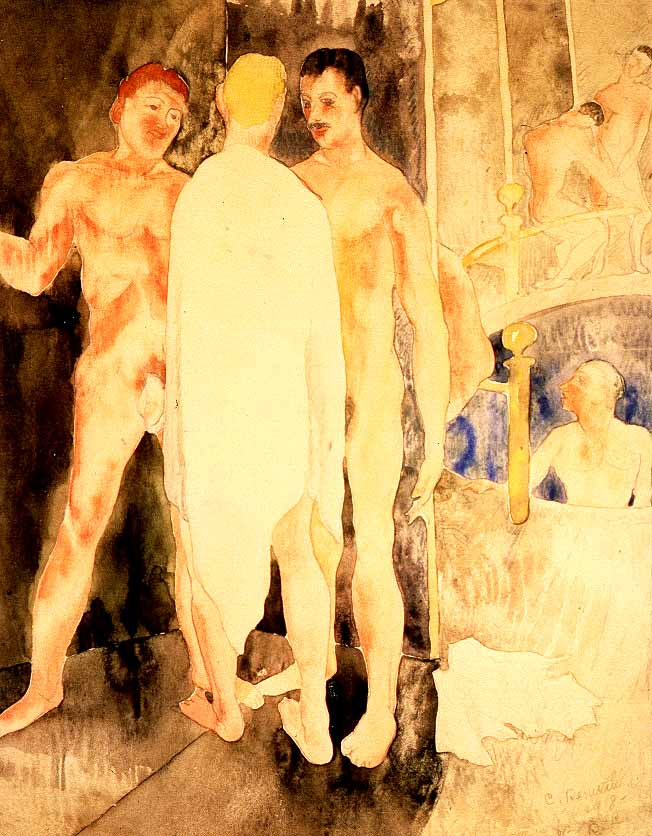
Turkish Bath with Self Portrait (1918)
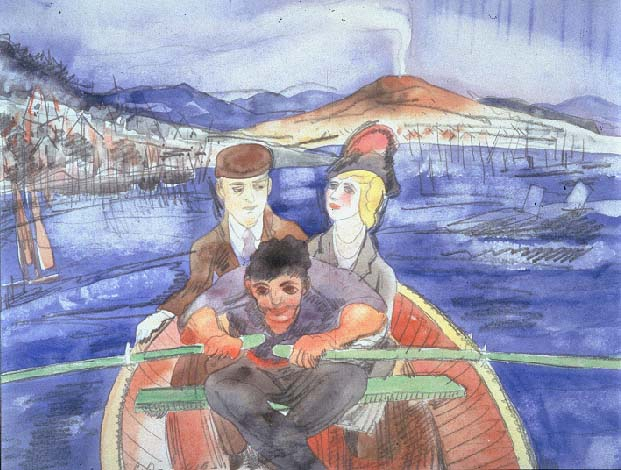
The Boat Ride from Sorrento (1919)
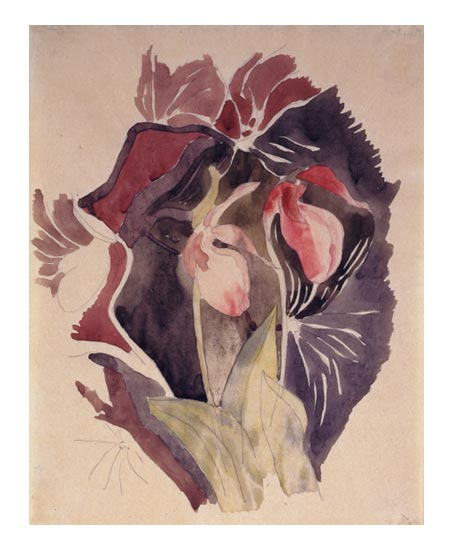
Wild Orchids (1920)
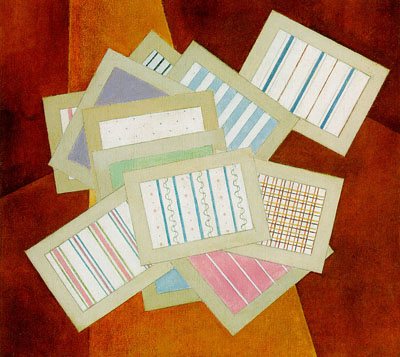
Spring (1921)
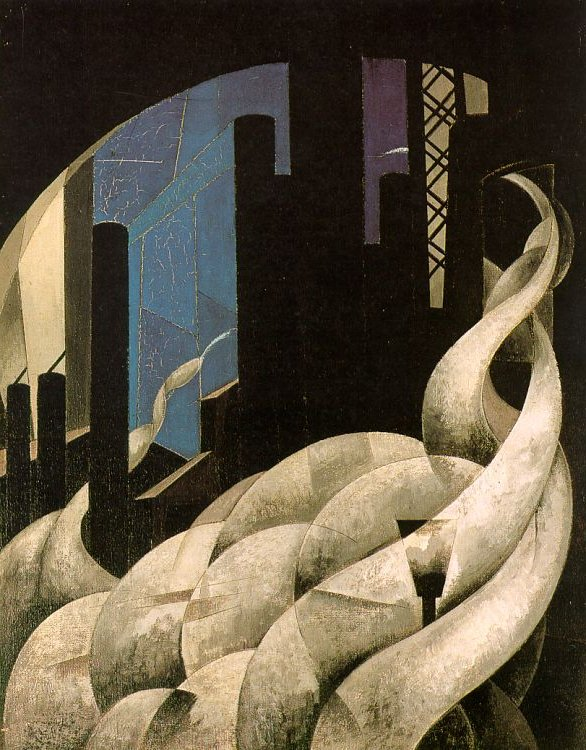
Incense of a New Church (1921)
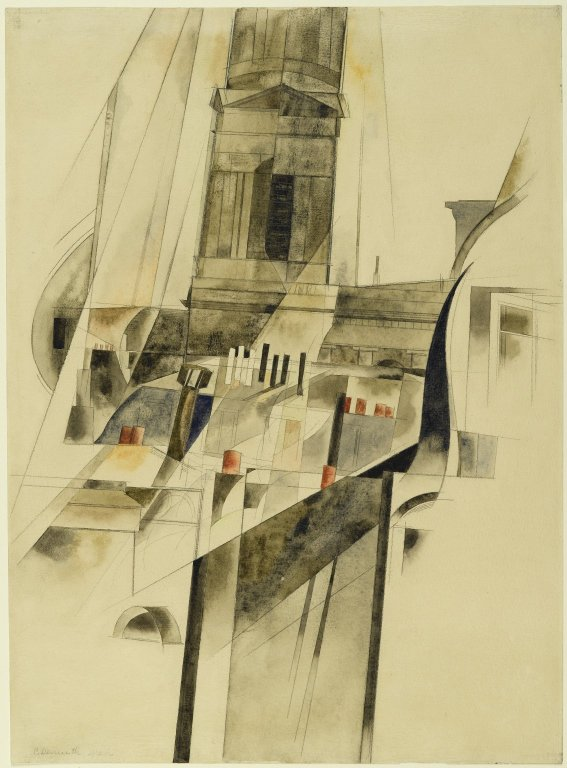
Roofs and Steeple (1921)
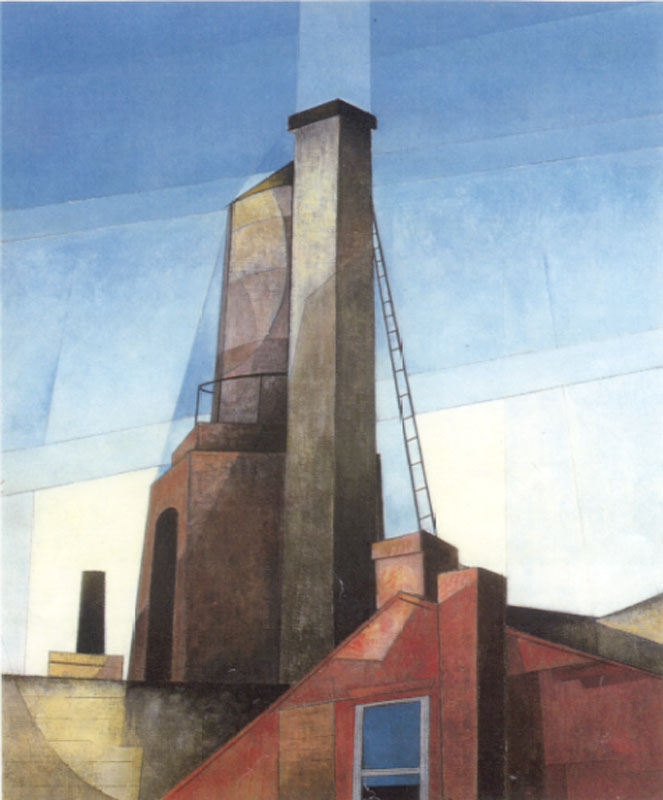
Aucassin and Nicolette (1921)
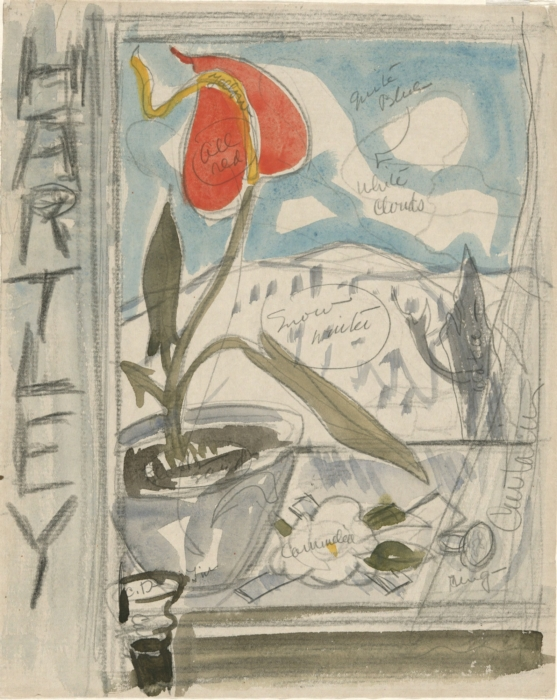
Study for Poster Portrait, Marsden Hartley (1921) (c. 1923–1924)
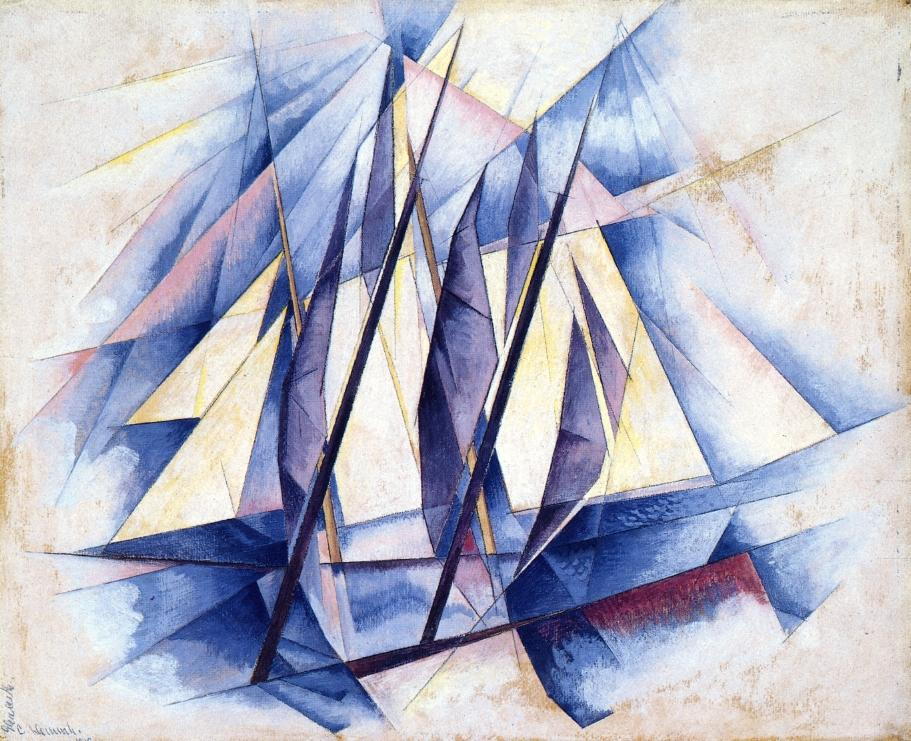
Sail: In Two Movements (1919)
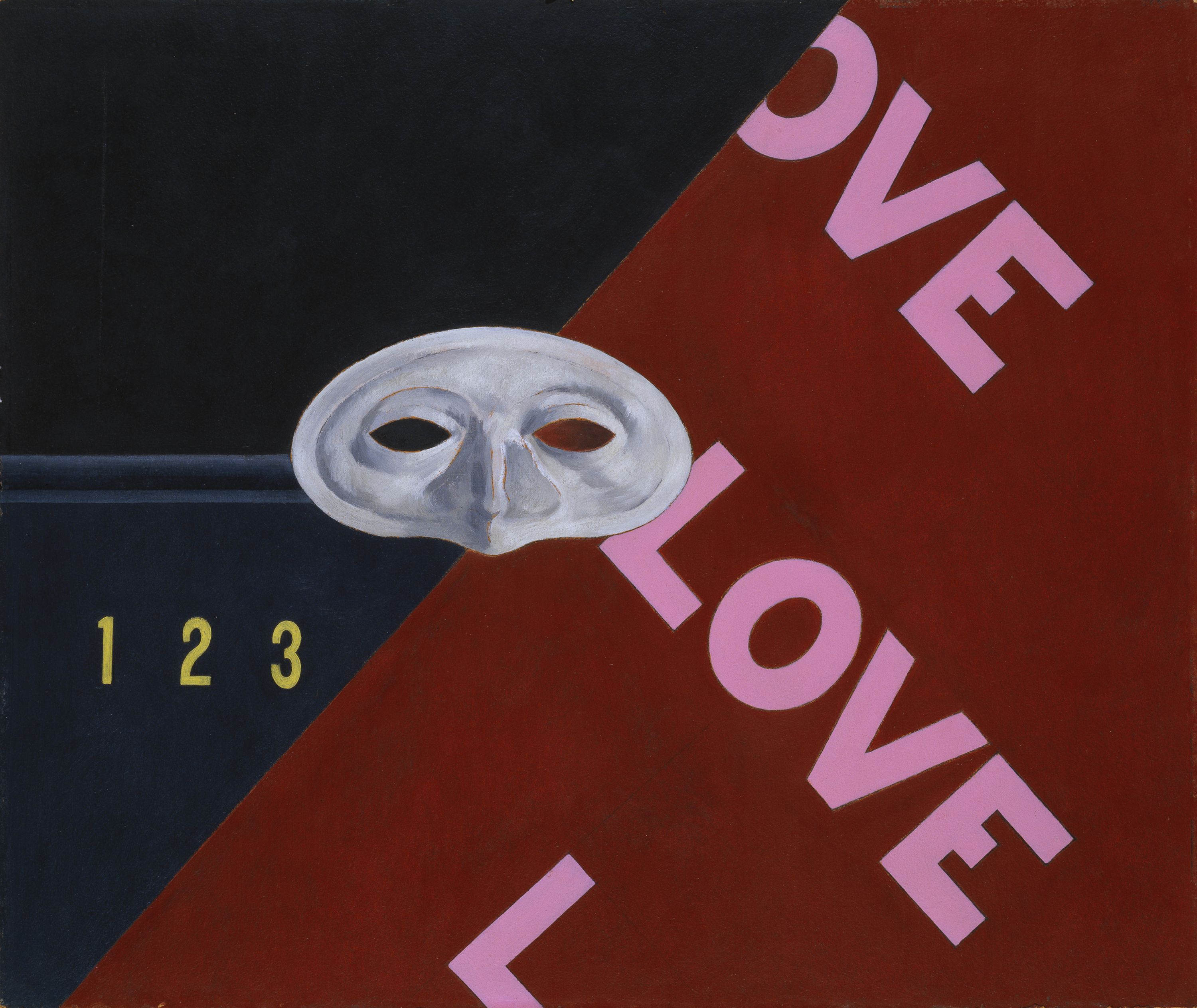
Love Love Love (1928), Museo Thyssen-Bornemisza (Madrid)